# فرودگاه بین‌المللی پورتو پرینسسا
 فرودگاه بین‌المللی پورتو پرینسسا (به انگلیسی: Puerto Princesa International Airport) (به زبان بومی: Paliparang Pandaigdig ng Puerto Princesa) یک فرودگاه همگانی مسافربری با کد یاتا PPS است که یک باند فرود بتن دارد و طول باند آن ۲۶۰۰ متر است. این فرودگاه در شهر پورتوپرنسس کشور فیلیپین قرار دارد و در ارتفاع ۲۲ متری از سطح دریا واقع شده است.

## شرکت‌های هواپیمایی و مقصدهای پروازی
| شرکت‌های هواپیمایی                      | مقصدهای پروازی                             |
| -------------------------------------- | ------------------------------------------ |
| Air Juan                               | فرانسیسکو بی. ریز، کویو                    |
| سبو پسیفیک                             | مکتان-کبو، ایلوئیلو، نینوی آکوئینو         |
| فیلیپین ایرلاینز                       | کلارک، نینوی آکوئینو، تائویوان تایوان      |
| فیلیپین ایرلاینز اجرا توسط PAL Express | مکتان-کبو، نینوی آکوئینو                   |
| ایراژیا فیلیپینز                       | مکتان-کبو، فرانسیسکو بنگویی، نینوی آکوئینو |